# Temistocle

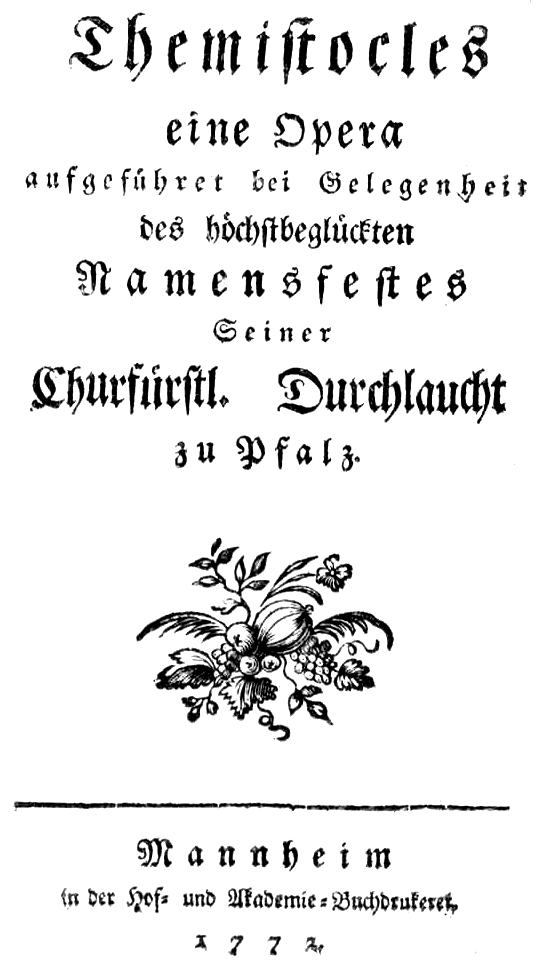
Johann Christian Bach - Temistocle - page de titre du livret - Mannheim 1772

Temistocle est un dramma per musica en trois actes du compositeur allemand Johann Christian Bach sur le livret de Pietro Metastasio. Au texte original furent apportées des modifications de la part d'un librettiste de la cour de Mannheim, Mattia Verazi.
L'opéra fut représentée pour la première fois le 5 novembre 1772 au théâtre de la Cour (de) de Mannheim.

## Rôles
| Personnage                                               | Type de voix    | Créateur du rôle, 4 novembre 1772 |
| -------------------------------------------------------- | --------------- | --------------------------------- |
| Temistocle, général et politicien athénien (Thémistocle) | ténor           | Anton Raaff                       |
| Aspasia, fille de Temistocle, amoureuse de Lisimaco      | soprano         | Dorothea Wendling                 |
| Rossana, une princesse, amoureuse de Serse               | soprano         | Elisabeth Wendling                |
| Lisimaco, ambassadeur athénien et ami de Témistocle      | soprano castrat | Silvio Giorgetti                  |
| Serse, roi de Perse (Xerxès Ier)                         | basse           | Giovanni Battista Zonca           |
| Neocle, fils de Temistocle                               | soprano castrat | Francesco Roncaglia               |
| Sebaste, confident de Serse, plus tard, conspirateur     | alto castrat    | Vincenzo Mucciolo                 |

## Argument
L'opéra se déroule en Perse. Temistocle, avec son fils Neocle, a été expulsé d'Athènes. Il arrive incognito à Suse, la capitale de son ennemi juré, le Roi Serse (Xerxès), pour découvrir que sa fille Aspasia (amoureuse de l'ambassadeur athénien Lisimaco) a également fait son chemin, à la suite d'un naufrage. Finalement, tout est révélé et Serse, magnanime, pardonne tout le monde, unit les amants et rétablit la paix à Athènes.

## Redécouverte de l'œuvre
- De nos jours, le drame fut représenté pour la première fois (et enregistré) le 20 juin 2005 au Théâtre du Capitole de Toulouse; L'exécution fut réalisée par Les Talens Lyriques sous la direction de Christophe Rousset avec Metodie Bujor (Serse), Rickrd Söderberg (Temistocle), Ainhoa Garmendia (Aspasia), Cecilia Nanneson (Neocle), Marika Schönberg (Rossana), Raffaella Milanesi (Lisimaco) et Reno Troilus (Sebaste).
- Un enregistrement de l'ouverture (uniquement) est présent dans Johann Christian Bach: Complete Opera Overtures par le Hanover Band sous la direction de Anthony Halstead (CPO Records 9999632, 2003).